# مارک هامبورگ
مارک هامبورگ (به انگلیسی: Hamburg mark) (به زبان بومی: Hamburger Mark) یکای پول رایج در کشور هامبورگ است. مسئولیت کنترل این واحد پولی برعهدهٔ بانک مرکزی هامبورگ قرار دارد.